# Bradley Potgieter
Bradley Potgieter (Pietermaritzburg, 11 mei 1989) is een Zuid-Afrikaans voormalig wielrenner die zijn gehele carrière uitkwam voor MTN-Qhubeka. Hij behaalde geen solo overwinningen in zijn professionele wielerloopbaan.

## Palmares
2013
5e etappe Ronde van Korea (TTT)
Evans · George · Kinnear · Lange · McDonald · McLeod · Spence · Potgieter · Thomson · Van Heerden · White · Woolcock
Byukusenge · Chaabane · Evans · George · McLeod · Munanganda · Nameembo · Niyonshuti · Potgieter · Teutenberg · Thomson · C. Van Heerden · J. Van Heerden
Evans · Girdlestone · Janse van Rensburg · McLeod · Namanyana · Niyonshuti · Potgieter · C. Van Heerden · J. Van Heerden · Venter
Brown · Girdlestone · Impey · Janse van Rensburg · Keey · Namanyana · Nel · Niyonshuti · Petrus · Potgieter · Tennent · Van Heerden · van Niekerk · Wesemann
Abraha · Beneke · Brown · Debesay · Grmay · J.Janse van Rensburg · R.Janse van Rensburg · Jim · Nel · Niyonshuti · Petrus · Potgieter · Russom · Tewelde · van Niekerk · Venter · Wesemann
Ciolek · Debesay · Grmay · Janse van Rensburg · Jim · Konovalovas · Meintjes · Niyonshuti · Pardilla · Potgieter · Reguigui · Reimer · Russom · Sbaragli · Stauff · Tewelde · Thomson · van Niekerk · Venter · Wesemann · van Zyl
Augustyn · Ciolek · Debesay · Dougall · Gerdemann · Grmay · Janse van Rensburg · Jim · Konovalovas · Kudus · Meintjes · Niyonshuti · Pardilla · Potgieter · Reguigui · Reimer · Russom · Sbaragli · Stauff · Teklehaimanot · Tewelde · Thomson · van Niekerk · Venter · Wesemann · van Zyl · Hník (stagiair)